# Вирани, Ариф
Ариф Вирани (англ. Arif Virani; род. 23 ноября 1971, Кампала) — канадский политик, член Либеральной партии. Министр юстиции и генеральный прокурор (2023—2025).

## Биография
Приверженец исмаилизма по религиозным убеждениям, индийский беженец из Уганды, ребёнком иммигрировал с семьёй в Канаду в 1972 году. Окончил бакалавриат по истории и политологии в Макгиллском университете в Монреале, изучал право в университете Торонто и окончил его как лучший выпускник своего курса. В период обучения в течение года проходил стажировку в парламенте. Пятнадцать лет занимался гражданскими исками в адвокатской фирме Fasken Martineau и конституционными исками в аппарате генерального прокурора Онтарио. Вошёл в число соучредителей адвокатского бюро South Asian Legal Clinic of Ontario в Торонто, которое оказывает юридическую помощь неимущим выходцам из Южной Азии. Работал аналитиком Канадской комиссии по правам человека, являлся следователем Комиссии по правам человека и правам молодёжи в Монреале, а также помощником прокурора Международного трибунала по Руанде. В 2015 году избран в Палату общин Канады от округа Паркдейл — Хай Парк.
26 июля 2023 года в ходе серии кадровых перемещений в правительстве Трюдо назначен министром юстиции и прокурором.
14 марта 2025 года при формировании правительства Карни не получил никакого назначения.